# Microclysia philippii
Microclysia philippii är en fjärilsart som beskrevs av Bartlett-calvert 1891. Microclysia philippii ingår i släktet Microclysia och familjen mätare. Inga underarter finns listade i Catalogue of Life.